# Koehlers Verlagsgesellschaft
Die Koehlers Verlagsgesellschaft war ein deutscher Verlag, der auf den 1925 entstandenen Verlag Koehler & Amelang in Leipzig zurückgeht. In der Bundesrepublik Deutschland wurde der Verlag unter dem Namen 1951 neu begründet. Er wurde 2016 mit dem Maximilian Verlag, einem Unternehmen der Tamm Media verschmolzen und besteht seitdem mit dem Namen Koehler nur noch als Marke weiter.

## Geschichte

### Koehler & Amelang
Gegründet wurde die ältere Vorgängergesellschaft des Verlages von Karl Franz Gottfried Koehler 1789 in Leipzig. Aus der Fusion der Verlage von Koehler und Carl Friedrich Amelang (gegründet 1806) ging 1925 der Koehler & Amelang Verlag mit Sitz in Leipzig hervor. Der Schwerpunkt des Verlagsprogramms umfasste ein breites Sortiment an Schulbüchern, Reiseliteratur, Kunstbüchern, wissenschaftlichen Veröffentlichungen und allgemeiner Literatur.
Während der Zeit des Nationalsozialismus erschienen im Koehler & Amelang Verlag mehrere nationalistisch und völkisch geprägte Werke, die vom Kuratorium, Präsidium, Generalsekretär und Schrifttums-Ausschuss des deutschen Ahnenerbes herausgegeben wurden. Unter den Autoren befanden sich beispielsweise Matthes Ziegler oder Hans Strobel.
1947 erhielt der Verlag in der Sowjetischen Besatzungszone eine neue Zulassung, wurde aber 1950 verstaatlicht. 1951 wurde der Verlag dem Holding der DDR-CDU VOB Union Verwaltungsgesellschaft mbH zur Nutzung in Rechtsträgerschaft übertragen. Nach der deutschen Wiedervereinigung wechselte der Verlag mehrfach den Besitzer und ist seit 2004 Teil der Verlagsgruppe Seemann Henschel.

### Koehlers Verlagsgesellschaft
Da die Familie Koehler sich 1948 wichtige Rechte hatte sichern können, gründete sie den Verlag 1951 im oberschwäbischen Biberach an der Riß als Koehlers Verlagsgesellschaft neu. Lange Jahre hatte das Unternehmen seinen Sitz in Herford in Ostwestfalen. In den Nachkriegsjahrzehnten entwickelte sich die Verlagsgesellschaft zu einem der führenden deutschen Verlage für Schifffahrtsliteratur, zu dessen bekanntesten Publikationen das Jahrbuch Köhlers Flottenkalender gehört, der ab 1901 im Wilhelm Köhler Verlag in Minden erschien und seit 1967 von der Koehlers Verlagsgesellschaft fortgeführt wird. Nebst maritimer Literatur sind auch norddeutsche Literatur, Kochbücher, Bildbände, Reiseführer u. v. m. im Sortiment.
Im Jahre 1995 zog die Koehlers Verlagsgesellschaft nach Hamburg um. Geführt wurde das Unternehmen von Peter Tamm Jr., der den Verlag 2008 von seinem Vater Peter Tamm übernahm. Am 27. Juli 2016 wurde das Unternehmen mit dem Maximilian Verlag verschmolzen, dessen Geschäftsführer ebenso Peter Tamm Jr. ist. und ist seitdem als Marke in der Maximilian Verlag GmbH & Co. KG mit der Verlagsmarke Mittler verbunden.